# Балабіна Фея Іванівна
Фея Іванівна Балабіна (справжнє ім'я — Феона; 1910—1982) — радянська балерина, солістка Кіровського театру, балетмейстер і балетний педагог. Заслужена артистка РРФСР (1939). Заслужений діяч мистецтв РРФСР (1957). Лауреат Сталінської премії другого ступеня (1947).

## Життєпис
Феона Балабіна народилася  29  травня ( 11  червня)  1910 року в Ростові-на-Дону в робітничій родині. Проживала по вулиці Шаумяна в будинку № 58.. З дитинства захопилася балетом і там же, в Ростові-на-Дону, отримала хореографічну освіту. Вже у 1925 році вона була солісткою оперно-балетного колективу.
Потім переїхала до Ленінграду, де в 1926—1929 роках навчалася на курсах при Ленінградському хореографічному училищі у педагогів Марії Романової (Уланової) та Катерини Гейденрейх. У 1931 році закінчила ЛХУ (клас Агріппіни Ваганової), по закінченні тут же була зарахована до штату Ленінградського академічного театру опери і балету імені С. М. Кірова, де працювала до кінця кар'єри (з маленькою перервою), дебютувавши в партії Тао Хоа в балеті «Червоний мак» Рейнгольда Глієра.
У 1935—1936 роках Феона Балабіна виступала в Михайлівському театрі (ЛМАТОБ) у партіях Класичної танцівниці («Світлий струмок»), Сванільди та Фадетти. Потім вона повернулася до театру імені Кірова, де виступала в головних партіях і пропрацювала чверть століття (з 1931 по 1956 роки), залишивши сцену у віці 46 років.
«За складом дарування Балабіній властиві жвавість, безпосередність, оптимістичність, та жонглерська чіткість і бравурність віртуозності, в якій відчуваєш природне виявлення почуття радості буття», — говорив композитор і музикознавець Валеріан Богданов-Березовський."Балабіна — перенесена в сучасність П. Леньяні, збагачена досягненнями, зробленими нашим балетом у галузі хореографічної виразності ". (Микола (Ніл) Носілов). "Хто хоч раз бачив Балабіну в одній з її численних ролей, той, безсумнівно, зберіг у своїй пам'яті каскад блискучих, філігранно відточених, віртуозних танців. Але це не холодний блиск блискучого діаманта це бризкаючі через край життєстверджуючі людські почутт ". (Михайло Михайлов)..
|  | «Виконувала комедійні й драматичні ролі, однак визначальною фарбою її творчої палітри була заразлива життєрадісність. Героїні Балабіної, веселі, завзяті, безпосередні, розкривалися в танці terre-a-ter-ном, блискучому і технічно бездоганному». (Г.М.Добровольська) |

|  | (фр. Terre-à-terre (буквально — пересічний, буденний) — танець, заснований на рухах, виконуваних на підлозі ( par terre) в протилежність танцю, заснованому на стрибках) (О. А. Ільїна). |

Феона Балабіна танцювала Одетту-Оділлію в «Лебединому озері» Петра Чайковського у Ленінграді в ті ж роки, коли в тій же партії виступала на сцені Большого театру в Москві видатна балерина Галина Уланова і виконання різних балерин порівнювалося. Якщо образ у виконанні Уланової був ефемерний, повітряний, як би «потойбічний», позаземний, піднесено-поетичний, то Фея Балабіна була такою, що міцно стоїть «народною і зрозумілою простій радянській людині» Одетт та віртуозною Оділлієй. Її безпосередність була приголомшливою.
Одночасно з виступами в театрі, з 1947 року викладала в Ленінградському хореографічному училищі (нині Академія російського балету імені А. Я. Ваганової). У 1953—1964 роках вона також обіймала посаду педагога-репетитора балетної трупи Маріїнського театру імені С. М. Кірова.
Виконувані балетні партії: Кітрі («Дон Кіхот»), Жанна («Полум'я Парижа»), Маша («Лускунчик»), Есмеральда (Пуні), Паскуала — перша виконавиця («Лауренсія»), Цар-Дівиця («Коник-Горбоконик»), Нікія та Гамзатті («Баядерка»), Гюльнара («Корсар»), Нуне («Гаяне»), Параша і Коломбіна («Мідний вершник»), Біла кішечка, феї Діамантів, Канарок і Віолант («Спляча красуня»), Наташа («Тетяна»), Аліса («Раймонда», ред. 1938), Балерина («Петрушка»), Коломбіна («Карнавал»), Дівчина-краса («Весняна казка»), Одетта-Оділлія («Лебедине озеро», а також Лебідь і Оділлія — в ред. А. Я. Ваганової), Аврора («Спляча красуня», 1943), Зарема, Ліза, Попелюшка («Попелюшка» — брала участь у постановці як асистент балетмейстера).
У 1956 році покинула сцену у віці 45 років.
В 1962 році Феона Балабіна була призначена художнім керівником Ленінградського хореографічного училища, яким керувала до 1973 року. Вона навіть випустила чоловічий клас (серед учнів — балетмейстер-репетитор Кіровського театру Геннадій Селюцький, класичний танцівник і соліст балету Анатолій Нисневич, класичний танцівник і балетмейстер Сергій Вікулов, соліст балету і балетмейстер Ігор Чернишов).
Працювала також у Болгарії: у 1958—1959 та 1960—1961 роках була педагогом Софійській опери; а в 1975 році — репетитором і балетмейстером Софійського народного оперного театру. На софійській сцені Феона Балабіна поставила балет «В боротьбі за звільнення» А. Райчева (за її власним сценарієм), концертну програму, перенесла на сцену цього театру балет «Спляча красуня».
Автор статті-спогади «Навчати і вчитися», у збірнику: А. Я. Ваганова, Л., 1958.
В останні роки залишила педагогічну діяльність, жила самотньо. 3 травня 1982 року Феона Балабіна загинула в Єревані від вибуху побутового газу.
Похована в Санкт-Петербурзі на Серафимівському кладовищі поруч з сином.
Родина: Феона Балабіна була першою дружиною артиста балету і балетмейстера Костянтина Сергєєва (1910—1992), син — артист балету Маріїнського театру Микола Сергєєв, загинув у 1973 році в 27 років у автокатастрофі.

## Нагороди та премії
- Сталінська премія другого ступеня (1947) — за постановку балетного спектаклю «Попелюшка» С. С. Прокоф'єва
- заслужена артистка РРФСР (1939)
- заслужений діяч мистецтв РРФСР (1957)

## Праці
- Балабина Ф. Учить и учиться // А. Я. Ваганова. — Л.: Искусство, 1958. (рос.)
- Балабина Ф. Творить, искать, совершенствоваться // Константин Сергеев. — М., 1978. (рос.)